# Cala d’Or (Schiff)
Die Cala d’Or, benannt nach dem mallorquinischen Urlaubsort und Bucht Cala d’Or, war ein spanisches RoRo-Schiff, das vor allem auf der Strecke von Palma de Mallorca nach Ibiza verkehrte. Das Schiff sank 1971.
Die von der Reederei „Naviera Mallorquina, SA“, Palma, betriebene und 1971 von der Werft „Astilleros de Mallorca, SA“, Palma, gebaute Autofähre war mit 8.410 BRT vermessen und 88,6 m (291′8″) lang, 13,8 m (45′3″) breit und hatte 8,9 m Tiefgang (29′3″). Ihre Kennung war AESA-SWD.
Während einer Überfahrt am 3. Oktober 1971 von Palma de Mallorca nach Ibiza lief das Schiff an der Ostseite der Insel Ibiza bei Punta Almira, in der Nähe von Santa Eulària des Riu, auf den felsigen Grund. Der Maschinenraum wurde überflutet, das Schiff sank und wurde als Totalverlust verbucht.
Unweit dieser Untergangsstelle lief im Juli 2007 zwei Kilometer vor der Hafeneinfahrt von Ibiza das RoRo-Schiff Don Pedro auf Grund.